# Фейдо, Жорж
Жорж Фейдо́ (фр. Georges Feydeau; 8 декабря 1862, Париж — 5 июня 1921, Рюэй-Мальмезон, О-де-Сен) — французский комедиограф.

## Биография
Мать — Леокадия Богуслава Залевская, отец — писатель Эрнест Фейдо. Сам писатель рассказывал, что его мать называла его отцом то ли Наполеона III, то ли его сводного брата герцога де Морни.
Первая пьеса Фейдо «Через окно» была сыграна в 1882 году, когда ему не исполнилось и двадцати лет. Получил одобрительное напутствие Лабиша.
Преждевременно скончался в психиатрической клинике от последствий сифилиса. Похоронен на кладбище Монмартр.

## Творчество и признание

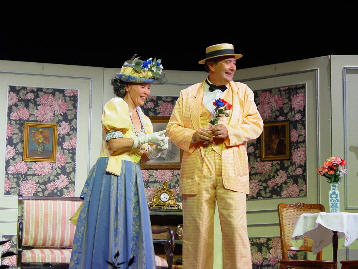
Любительская постановка Дамы от «Максима», 2003

Развил и углубил жанр водевиля. Стал наиболее популярным автором среди тех, чьи фарсы из жизни полусвета — «Дама от „Максима“», «Любовь и фортепиано», «Дамский портной», «Золотой век» и др. — c неизменным успехом ставились на бульварах Парижа.
Часто писал в соавторстве с драматургом М. Геннекеном («Le Système Ribadier», 1892).

## Экранизации
Пьесы Фейдо переносились на экран с 1912. В России одну из его комедий, «Ключ от спальни», экранизировал Эльдар Рязанов (2003).
- Отель «Парадизо»

## Театральные постановки
Спектакль «Дамский портной» по пьесе Жоржа Фейдо шёл в московском Театре имени Пушкина в период с 2008 по 2014 год. По состоянию на 2021 год постановка по пьесе Фейдо «Дамский портной» находится в репертуаре киевского Театра Леси Украинки, в 2022 году была переведена на украинский язык.

## Родственники
- Тестем Фейдо был художник Каролюс-Дюран.
- Внук писателя, Ален Фейдо (1934—2008), был актёром и режиссёром.

## Публикации
- Théâtre complet. Vol. I—IX. Paris: Ed. du Bélier, 1948—1956 (впоследствии переизд.)
- Комедии. — СПб: Гиперион, 2007. — ISBN 978-5-89332-130-8